# Benjamin Whittaker
Benjamin Whittaker est un boxeur britannique né le 6 juin 1997.

## Carrière
Sa carrière amateure est principalement marquée par une médaille d'argent remportée aux Jeux européens de 2019 dans la catégorie poids mi-lourds et une médaille d'argent remportée aux Jeux olympiques de 2020 dans la même catégorie. Il remporte le titre IBF international des poids lourds-légers le 16 juin 2024 par décision unanime face à Eworitse Ezra Arenyeka.

## Palmarès

### Championnats du monde
- Médaille de bronze en -81 kg en 2019 à Iekaterinbourg, Russie

### Jeux européens
- Médaille d'argent en -81 kg en 2019 à Minsk, Biélorussie

### Jeux olympiques
- Médaille d'argent en -81 kg en 2020 à Tokyo, Japon